# Money to Burn (film, 1926)
Pour les articles homonymes, voir Money to Burn.
Money to Burn est un film américain réalisé par Walter Lang et sorti en 1926.

## Fiche technique
- Réalisation : Walter Lang
- Scénario : James Bell Smith d'après un roman de Reginald Wright Kauffman
- Production :  Gotham Productions
- Photographie : Ray June
- Durée : 6 bobines[1]
- Date de sortie : 6 décembre 1926

## Distribution
- Malcolm McGregor : Dan Stone
- Dorothy Devore : Dolores Valdez
- Eric Mayne : Don Diego Valdez
- Nina Romano : Maria González
- George Chesebro : Manuel Ortego
- Orfa Casanova : Señora Sanguinetti
- Jules Cowles : le géant
- John T. Prince : Bascom
- Arnold Melvin